# Federico Laredo Brú

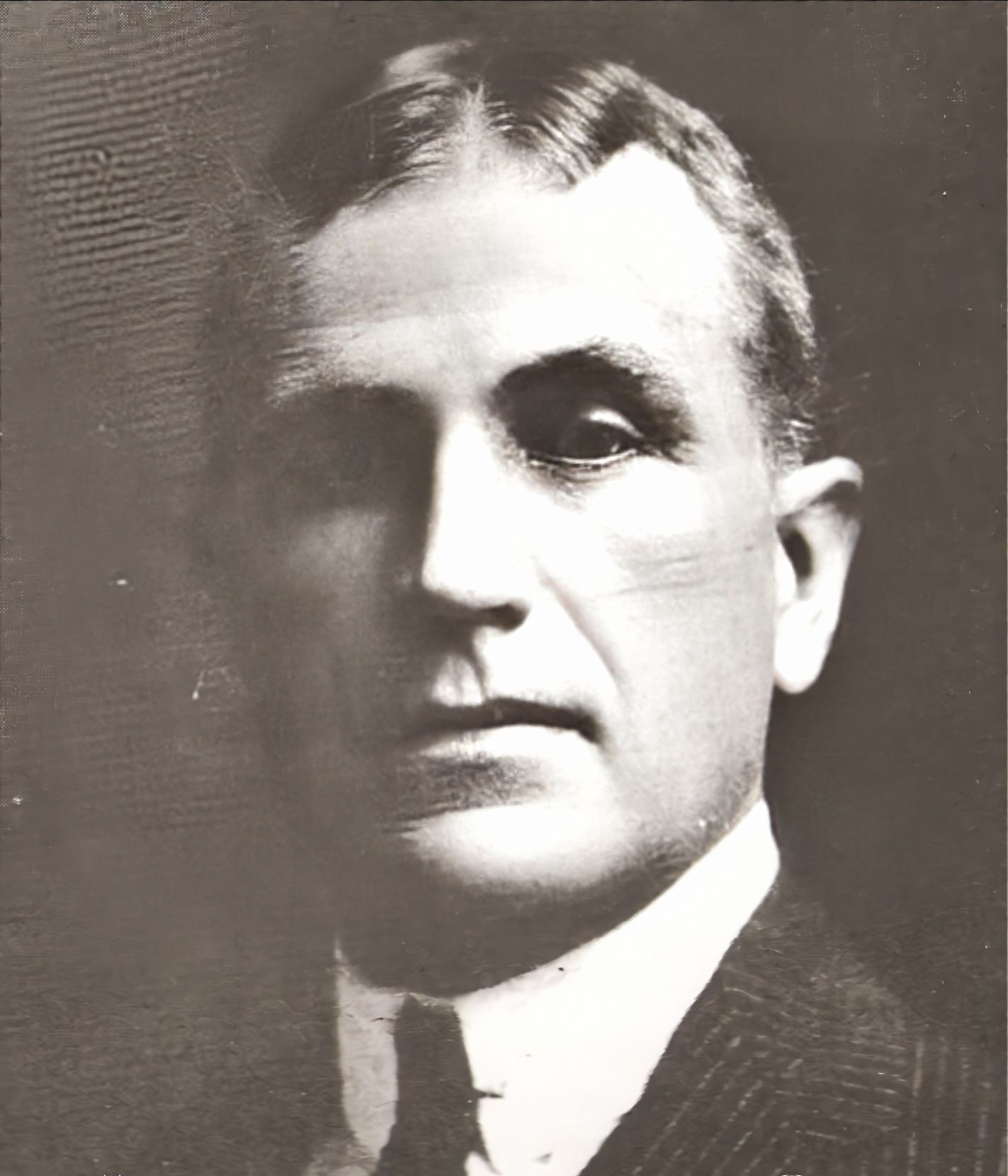
Federico Laredo Brú

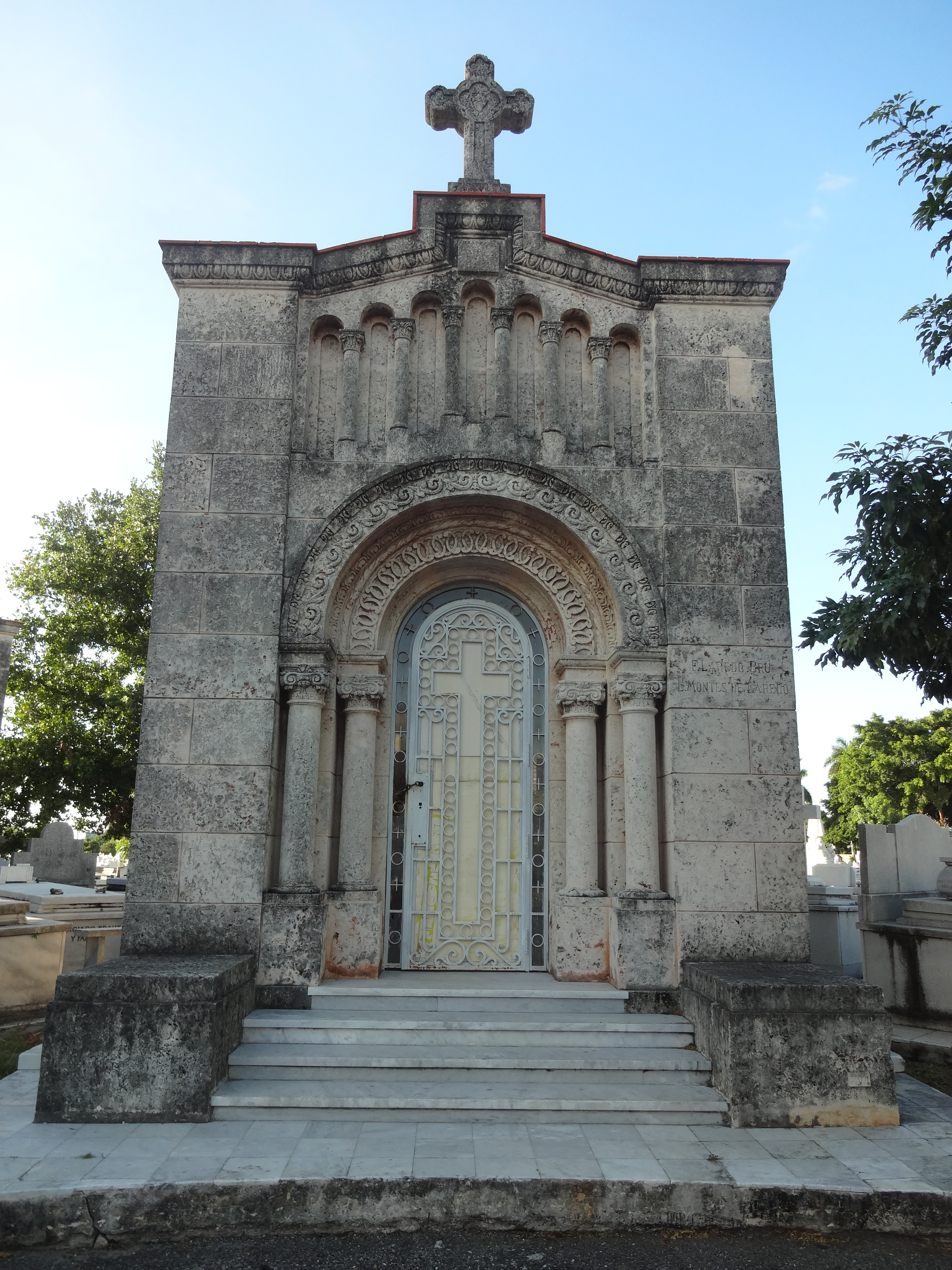
Grabstätte

Federico Laredo Brú (* 23. April 1875 in San Juán de los Remedios; † 7. Juli 1946 in Havanna) war ein kubanischer Jurist, Oberst der kubanischen Unabhängigkeitsbewegung gegen Spanien (1897/98) und Präsident der Republik Kuba (1936–1940).
Federico Laredo promovierte 1895 zum Doktor der Rechte. 1897/98 nahm er als Oberst der kubanischen Befreiungsarmee am Guerillakrieg gegen die spanische Kolonialmacht teil.
1900 wurde er Sekretär und 1907 Präsident des Provinzialgerichtes von Santa Clara. 1910 wurde er Staatsanwalt in Havanna.
Seine politische Karriere begann Laredo als Staatssekretär unter der Präsidentschaft von General José Miguel Gómez. Nach dem Ausscheiden aus diesem Amt eröffnete er eine Anwaltskanzlei in Cienfuegos (1913–1930). Er führte die Bewegung der „Veteranen und Patrioten“, die sich gegen die Präsidentschaft von Alfredo Zayas y Alfonso gebildet hatte. 1933, nach dem Sturz des Diktators Gerardo Machado, wurde er Staatssekretär im Kabinett des Präsidenten Carlos Manuel de Céspedes y Quesada, später Vizepräsident unter Miguel Mariano Gómez.
Am 24. Dezember 1936 löste er den vom Parlament abgesetzten Gómez als neuer Präsident ab. Als Präsident stand er im Schatten des eigentlichen Machthabers, des Armeechefs und späteren Diktators Fulgencio Batista.
Er war an der Irrfahrt der St. Louis beteiligt, als er dem Schiff mit über 900 vor dem NS-Staat fliehenden deutschen Juden an Bord Ende Mai 1939 das Anlegen in Havanna untersagte, obwohl diese bereits durch Bestechungszahlungen an Kuba Einreisegenehmigungen erhalten hatten. Brú schob als Begründung die hohe Arbeitslosigkeit in Kuba vor, und dass durch die Flüchtlinge eine wirtschaftliche Erholung gefährdet werde. Zeitgleich demonstrierten in der Hauptstadt 40.000 Bürger gegen die Aufnahme der Flüchtlinge; dieser Protest wurde von Joseph Goebbels finanziert. Nachdem Brú den Passagieren erfolglos noch mehr Geld abpressen wollte, zwang er die St. Louis zum Verlassen der kubanischen Gewässer und eignete sich die bereits eingezahlten Rücklagen der Passagiere an.
Er wurde einer der Gründer der Partido Unión Nacionalista (Partei der Nationalen Einheit) und der Legión de Hierro del Nacionalismo (Eiserne Nationalistische Legion).
Laredo Brú war entscheidend an der Verfassung des kubanischen Strafrechtes beteiligt.
Er ist auf dem Cementerio Cristóbal Colón in Havanna bestattet.